# Episodi di La fattoria dei giorni felici (prima stagione)
La prima stagione della serie televisiva La fattoria dei giorni felici è stata trasmessa in anteprima negli Stati Uniti d'America dalla CBS tra il 15 settembre 1965 e il 1º giugno 1966.
| nº | Titolo originale                               | Titolo italiano                            | Prima TV USA      | Prima TV Italia |
| -- | ---------------------------------------------- | ------------------------------------------ | ----------------- | --------------- |
| 1  | Oliver Buys a Farm                             |                                            | 15 settembre 1965 |                 |
| 2  | Lisa's First Day on the Farm                   |                                            | 22 settembre 1965 |                 |
| 3  | The Decorator                                  |                                            | 29 settembre 1965 |                 |
| 4  | The Best Laid Plans                            |                                            | 6 ottobre 1965    |                 |
| 5  | My Husband, the Rooster Renter                 |                                            | 13 ottobre 1965   |                 |
| 6  | Furniture, Furniture, Who's Got the Furniture? |                                            | 20 ottobre 1965   |                 |
| 7  | Neighborliness                                 |                                            | 27 ottobre 1965   |                 |
| 8  | Lisa the Helpmate                              |                                            | 3 novembre 1965   |                 |
| 9  | You Can't Plug in a 2 with a 6                 |                                            | 10 novembre 1965  |                 |
| 10 | Don't Call Us, We'll Call You                  |                                            | 17 novembre 1965  |                 |
| 11 | Parity Begins at Home                          |                                            | 24 novembre 1965  |                 |
| 12 | Lisa Has a Calf                                |                                            | 8 dicembre 1965   |                 |
| 13 | The Wedding Anniversary                        |                                            | 15 dicembre 1965  |                 |
| 14 | What Happened in Scranton?                     | Cosa succede a Scranton?                   | 22 dicembre 1965  |                 |
| 15 | How to Enlarge a Bedroom                       | Come allargare la propria camera da letto  | 29 dicembre 1965  |                 |
| 16 | Give Me Land, Lots of Land                     | Datemi terra,mari di terra                 | 5 gennaio 1966    |                 |
| 17 | I Didn't Raise My Husband to Be a Fireman      | Mio marito non è nato per fare il pompiere | 19 gennaio 1966   |                 |
| 18 | Lisa Bakes a Cake                              | Lisa cuoce una torta                       | 26 gennaio 1966   |                 |
| 19 | Sprained Ankle, Country Style                  | Una storta alla caviglia                   | 2 febbraio 1966   |                 |
| 20 | The Price of Apples                            | Il prezzo delle mele                       | 9 febbraio 1966   |                 |
| 21 | What's in a Name?                              | Cosa c'è in un nome?                       | 16 febbraio 1966  |                 |
| 22 | The Day of Decision                            | ll giorno della decisione                  | 23 febbraio 1966  |                 |
| 23 | A Pig in a Poke                                | Un mare nel sacco                          | 9 marzo 1966      |                 |
| 24 | The Deputy                                     | Il vice                                    | 16 marzo 1966     |                 |
| 25 | Double Drick                                   | Doppio scempio                             | 23 marzo 1966     |                 |
| 26 | The Ballad of Molly Turgiss                    | La ballata di Molly Turgiss                | 6 aprile 1966     |                 |
| 27 | Never Look a Gift Tractor in the Mouth         | A trattor donato non si guarda in bocca    | 27 aprile 1966    |                 |
| 28 | Send a Boy to College                          | Studi superiori                            | 4 maggio 1966     |                 |
| 29 | Horse? What Horse?                             | Cavallo? quale cavallo?                    | 11 maggio 1966    |                 |
| 30 | The Rains Came                                 |                                            | 18 maggio 1966    |                 |
| 31 | Culture                                        |                                            | 25 maggio 1966    |                 |
| 32 | Uncle Ollie                                    |                                            | 1º giugno 1966    |                 |